# Штраух, Филип Александрович
Филип Александрович Штраух (8 августа 1862, Санкт-Петербург — 3 ноября 1924, Ленинград) — российский яхтсмен, входил в олимпийскую сборную России, бронзовый призёр Олимпийских игр 1912 года в Стокгольме в парусном спорте в командной гонке (класс «10 метров»). По профессии — практикующий врач.
В экипаж «Галлии II» кроме него входили: Эспер Белосельский, Эрнест Браше, Николай Пушницкий, Александр Родионов, Иосиф Шомакер и Карл Линдхолм. Владелец яхты: Александр Вышнеградский.